# Thomas Lorblanchet
Pour les articles homonymes, voir Lorblanchet.
Thomas Lorblanchet est un coureur de trail français né le 26 mai 1980, à Clermont-Ferrand. Il est le premier Champion du monde de trail 2009 à Serre Chevalier, il détient également le record du nombre de victoires sur le grand trail des Templiers (2007, 2008, 2010, 2013). Il a en outre remporté la Leadville Trail 100 en 2012, seul européen à inscrire son nom au palmarès. Il a pris sa retraite sportive en 2017, après 2 top 5 à la Western States 100-Mile Endurance Run. Il reste une des figures marquantes du trail français des années 2000.
Kinésithérapeute et ostéopathe, il est installé à Clermont-Ferrand. Spécialisé dans le traitement et la prévention des blessures en course à pied et du sport dans son ensemble.

## Résultats
| no  | masculin           | Course                                | Longueur | Départ          | Temps            |
| --- | ------------------ | ------------------------------------- | -------- | --------------- | ---------------- |
| 1er | Médaille d'or      | grand trail des Templiers             | 67 km    | 28 octobre 2007 | 6 h 09 min 32 s  |
| 1er | Médaille d'or      | grand trail des Templiers             | 72 km    | 26 octobre 2008 | 6 h 21 min 06 s  |
| 3e  | Médaille de bronze | grand trail des Templiers             | 72 km    | 25 octobre 2009 | 6 h 37 min 21 s  |
| 2e  | Médaille d'argent  | Swiss Alpine Marathon K78             | 78 km    | 31 juillet 2010 | 6 h 4 min 35 s   |
| 1er | Médaille d'or      | grand trail des Templiers             | 70,8 km  | 24 octobre 2010 | 6 h 36 min 54 s  |
| 3e  | Médaille de bronze | grand trail des Templiers             | 71,8 km  | 23 octobre 2011 | 6 h 45 min 10 s  |
| 1er | Médaille d'or      | Leadville Trail 100                   | 100 mi   | 18 aout 2012    | 16 h 29 min 28 s |
| 1er | Médaille d'or      | grand trail des Templiers             | 73 km    | 27 octobre 2013 | 6 h 43 min 04 s  |
| 5e  |                    | Western States 100-Mile Endurance Run | 100 mi   | 27 juin 2015    | 15 h 56 min 32 s |
| 4e  |                    | Western States 100-Mile Endurance Run | 100 mi   | 25 juin 2016    | 16 h 39 min 55 s |